# Кубовинский сельсовет
Кубовинский сельсовет — сельское поселение в Новосибирском районе Новосибирской области Российской Федерации.
Административный центр — село Кубовая.

## История
Статус и границы сельского поселения установлены Законом Новосибирской области от 2 июня 2004 года № 200-ОЗ «О статусе и границах муниципальных образований Новосибирской области»

## Население
| 2002  | 2010  | 2012  | 2013  | 2014  | 2015  | 2016  |
| ----- | ----- | ----- | ----- | ----- | ----- | ----- |
| 4449  | ↘4333 | ↗4387 | ↗4480 | ↗4550 | ↘4455 | ↘4385 |
| 2017  | 2018  | 2019  | 2020  | 2021  |       |       |
| ↘4309 | ↘4274 | ↗4360 | ↗4547 | ↗4623 |       |       |

## Состав сельского поселения
| № | Населённый пункт | Тип населённого пункта       | Население |
| - | ---------------- | ---------------------------- | --------- |
| 1 | Бибиха           | посёлок                      | ↘65       |
| 2 | Зелёный Мыс      | посёлок                      | ↘212      |
| 3 | Красный Яр       | посёлок                      | ↘1952     |
| 4 | Кубовая          | село, административный центр | ↗535      |
| 5 | Ломовская Дача   | посёлок                      | ↘60       |
| 6 | Седова Заимка    | посёлок                      | ↘4        |
| 7 | Сосновка         | посёлок                      | ↘1127     |
| 8 | Степной          | посёлок                      | ↗378      |